# Armadillidium stygium
Armadillidium stygium är en kräftdjursart som beskrevs av Karl Wilhelm Verhoeff. Armadillidium stygium ingår i släktet Armadillidium och familjen klotgråsuggor. Inga underarter finns listade i Catalogue of Life.